# Competitivitat
La competitivitat és un concepte comparatiu de la capacitat i rendiment d'una empresa, subsector o país per produir i vendre béns i serveis en els mercats interiors i exteriors. Segons l'àmbit, la competitivitat pot tenir els significants següents:
- A nivell empresarial, la competitivitat és la capacitat de proveir els productes i els serveis tant o més eficientment i eficaç que no pas els competidors.
- En el sector industrial i el comerç exterior, la competitivitat és la capacitat de les empreses de la mateixa indústria per a aconseguir l'èxit sostingut en comparació amb els competidors estrangers, sense cap mena de protecció i subsidis.
- Per als estats, la competitivitat és la capacitat dels ciutadans per a aconseguir un nivell de vida alt i creixent, el qual és determinat per la productivitat en l'ús dels recursos naturals i la producció de l'economia per cada unitat de mà d'obra o capital que s'utilitza.

## Factors que influeixen en la competitivitat
La competitivitat depèn especialment de la qualitat del producte i del nivell de preus. Aquests dos factors en principi estan relacionats amb la productivitat, la innovació i la inflació diferencial entre països. Existeixen altres factors que se suposa que tenen un efecte indirecte sobre la competitivitat, com la seva qualitat innovadora, la qualitat del servei o la imatge corporativa del productor.
La qualitat del producte és la capacitat de produir-lo de tal manera que satisfaci les expectatives i necessitats dels usuaris. D'altra banda, també significa realitzar correctament cada pas del procés de producció per satisfer els clients interns de l'organització i evitar productes defectuosos. La seva importància rau en el fet que la satisfacció del client augmenta la seva fidelitat al producte.
La productivitat és la capacitat de produir major quantitat de producte d'una certa qualitat (sigui un bé o un servei) amb menys recursos. La productivitat depèn en gran manera de la tecnologia (capital físic) utilitzada i la qualitat de la formació dels treballadors (capital humà): així, en països industrialitzats, els empleats poden produir de mitjana molta més quantitat de béns gràcies a l'existència de maquinària que en mecanitza o automatitza part dels processos. Pel que fa als serveis, especialment als que requereixen atenció personal directa, la productivitat normalment és molt més difícil de millorar mitjançant capital físic o humà. En canvi, històricament, la producció de béns manufacturats ha sofert grans augments de productivitat gràcies a la introducció de béns d'equip i noves tecnologies. Una major productivitat condueix a una major capacitat de producció en igualtat de costos, o en un menor cost a igualtat de producte produït. Un cost menor permet preus més baixos (important per a les organitzacions mercantils), o pressupostos menors (important per a organitzacions del govern o de serveis socials).
La qualitat del servei està relacionada amb la capacitat de satisfer els clients, usuaris o ciutadans, de manera honesta, justa, solidària i transparent, amable, puntual, etc., aconseguint alts graus de satisfacció en les seves relacions amb l'organització o institució proveïdora del servei.

La imatge és la capacitat de l'organització de promoure en la ment de les persones la idea que és la millor opció per a l'obtenció dels béns o serveis que satisfaran les seves necessitats i expectatives.